# Maria Francesca Fiveller de Clasquerí i de Bru
Maria Francesca Fiveller de Clasquerí i de Bru (Barcelona, 1756 - Barcelona, 3 d'octubre de 1791) fou la muller de Manuel d'Amat i Junyent, virrei del Perú, donant nom de «Virreina» a dos palaus de Barcelona i a una plaça del barri de Gràcia.

## Biografia
Era filla de Joan de Fiveller i de Rubí i de Maria Antònia de Bru i Descatllar. Era la tercera de set germans, vivia al palau Bru, al carrer de la Mercè de Barcelona, i pertanyia a la parròquia de santa Maria del Pi. Molt jove ingressa al monestir de Santa Maria de Jonqueres.
Cap al 1777, Antoni, germà de les religioses Antonia i Eulàlia d'Amat i de Rocabertí, conegué Francesca de Fiveller, llavors una noia d'uns vint anys i que ja havia professat. Entre els dos es donaren paraula de matrimoni, cosa no estranya en el cas de l'orde de Sant Jaume de l'Espasa, perquè les dones ingressades gaudien d'una certa llibertat de disposar dels seus béns o de sortir del monestir per casar-se.
Per raons desconegudes el matrimoni no s'arribà a celebrar. En aquell moment, mes d'octubre de 1777, Manuel d'Amat i Junyent, oncle dels tres germans Amat i Rocabertí, membre de l'orde de sant Joan i militar de carrera, s'havia instal·lat a Barcelona. El militar havia ordenat des del Perú que s'edifiquessin dues cases: una a Gràcia, destinada a ser residència d'estiueig, que ha donat nom a la plaça de la Virreina. El palau fou enderrocat el 1878 i en una part de l'espai que deixà lliure s'hi construí l'esglèsia de Sant Joan. L'altra casa fou l'actual palau de la Virreina, a la Rambla de Barcelona.
Ell coneixia la relació que havia mantingut el seu nebot amb Francesca i, a mitjan 1778, quan ell ja tenia més de setanta anys, la demanà en matrimoni als seus pares. Amat havia arribat a Barcelona amb fama d'home molt ric i influent. La boda se celebrà per poders el 3 de juny de 1779 a l'església del monestir de Jonqueres. En aquell moment el nuvi estava a Madrid i actuà en el seu lloc Antoni d'Amat i Junyent, el seu germà gran.
El 14 de febrer de 1782 morí el virrei i deixà la seva dona usufructuària dels seus béns i com a hereu universal el nebot Antoni d'Amat i Rocabertí. Ben aviat entre tia i el nebot devien sorgir problemes per l'administració de la gran fortuna o potser el nebot cregué que Francesca Fiveller podia tornar-se a casar. Firmaren el 1788 una concòrdia on s'especificava allò que pertocava a cadascú.
Tres anys després, el 3 d'octubre de 1791, estant a missa es desmaià amb grans convulsions. Fou traslladada a casa dels seus pares i morí sense haver recobrat el coneixement. Tenia 35 anys. Fou enterrada al convent dels franciscans al panteó dels Amat.
Francesca deixà un testament redactat el 1789. Després de nomenar marmessors, volia ser enterrada al monestir de sant Francesc, al costat del seu marit. Deixà diners perquè li fossin dites 3.000 misses i aniversaris per al repòs de la seva ànima i la del seu marit, i repartí els béns més personals entre la seva família, especialment entre les seves germanes Maria Lluïsa i Josepa. Recordà també el servei que llavors es trobava a la casa.
Francesca prengué poques decisions d'una manera lliure. L'entrada a un monestir era decisió paterna. El casament ho era. Francesca enviduà ben aviat i és possible que volgués casar-se de nou però segurament va rebre pressions familiars, d'un costat i altre, per no fer-ho. Gestionà tot allò que formava el patrimoni de Manuel d'Amat, inventariat i controlat, sota la tutela del seu pare, del nebot Antoni d'Amat i de Rocabertí i d'un notari. Actuà amb generositat deixant diners seus sense interès, com pertocava socialment a una dona noble. Era persona culta, molt devota i amant de la família.
A la mort d'Antoni d'Amat i de Rocabertí, el 1824, els béns del virrei passaren als seus nebots, els marquesos de Castellbell.